# (3402) Висдом
(3402) Висдом (лат. Wisdom) — астероид, относящийся к группе астероидов, пересекающих орбиту Марса. Он был открыт 5 августа 1981 года американским астрономом Эдвардом Боуэллом в обсерватории Андерсон-Меса и назван в честь американского астронома Джека Висдома.

Орбита астероида Висдом и его положение в Солнечной системе